# Thằn lằn núi Bà Đen
Thằn lằn núi Bà Đen hay thằn lằn ba sọc hoặc thằn lằn vạch (danh pháp hai phần: Cyrtodactylus badenensis), là một loài bò sát thuộc họ Tắc kè (Gekkonidae), Loài này được phát hiện ở núi Bà Đen, tỉnh Tây Ninh và được các tác giả Nguyễn Ngọc Sang, Nikolai L. Orlov và Ilya S. Darevsky mô tả năm 2006. Loại thằn lằn này là một món ăn đặc sản của Tây Ninh và được đồn đại là có thể chữa nhiều bệnh trong đó có bệnh ung thư.
Thằn lằn núi Bà Đen có những vạch trắng ở lưng và đuôi, đầu vàng nâu và sống ở vách đá. Hiện tại, C. badenensis được phân biệt với các loài thằn lằn khác ở Đông Dương bằng tổ hợp các đặc trưng sau: các vảy ở đùi lớn và không có lỗ chân lông ở đùi; 8 – 10 vảy môi dưới, 10 – 13 vảy môi trên, 2 vảy liên mũi; 25 – 28 hàng vảy ngang qua phần bụng ở đoạn giữa của thân; 18 – 22 phiến mỏng dưới ngón ở ngón thứ tư của chi sau. Thằn lằn núi được chế biến thành nhiều món như băm nhỏ xào với tiêu xanh ăn kèm bánh tráng và lá lốt, trong đó thằn lằn núi chiên giòn ăn kèm xà lách, rau thơm và mắm me.